# Federació de Ciclisme de les Illes Balears
La Federació de Ciclisme de les Illes Balears és un organisme esportiu, fundat l'any 1899 que administra i organitza tota l'activitat relacionada amb el ciclisme a les Illes Balears.
L'ens federatiu s'encarrega de promocionar, gestionar i fomentar l'esport del ciclisme, així com organitzar els campionats de Balears en totes les saves modalitats en carretera i pista.
Va ser fundada el 25 de juliol de 1899, al local social del Club Velocipedista d'Inca, amb el nom original d'Unió Velocipèdica Balear. L'any 1932 va adoptar el nom actual.

## Presidents[3]
- Rafel Ramis Tugores (1924-1931)
- Joaquim Gual de Torrella (1931-1932)
- Guillem Vanrell (1932-1958)
- Antoni Llabrés Morey (1958-1963)
- Andreu Canals Perelló (1963-1969)
- Pere Canals Morro (1969-1973)
- Andreu Oliver Amengual (1973-1981)
- Bernat Capó Plomer (1981)
- Joan Serra Amengual (1981-1985)
- Mateu Canals Morro (1985-1986)
- Antoni Vallori Rotger (1986-2001)
- Andreu Canals Salvà (2001-2007)[4]
- Artur Sintes Lluch (2007-2016)
- Xavier Bonnín Cortés (2016-2017)[5]
- Fernando Gilet Sancenon (2017-)[6][7]